# Покарэкарэ-ана
Покарэкарэ-ана (маори Pokarekare Ana) — новозеландская любовная песня, созданная, вероятно, в начале Первой мировой войны, около 1914 года, на языке маори. Её перевели на английский язык; она популярна в Новой Зеландии и Австралии. Некоторыми считается неофициальным гимном страны.

## Авторство
Композитор-маори Параирэ Томоана с восточного побережья обработал песню в 1917-м году и опубликовал слова в 1921-м, писал, что она была создана на севере Окленда и обрела популярность благодаря солдатам-маори, проходившим там тренировку перед отправкой на фронт.
В течение многих лет авторство многократно оспаривалось, однако слова и музыку хранят потомки Параирэ.
Слова на языке маори оставались неизменными, за исключением места действия, к примеру, имеются версии, в которых действие происходит в Роторуа. Переводов же на английский имеется несколько.
«Покарэкарэ-ана» изначально была написана в трёхдольном метре, а одна из строф — в двухдольном метре, но со времени окончания Второй мировой войны обычно исполняется в двухдольном метре полностью

## Слова
| Маори                                                                   | Английский |
| ----------------------------------------------------------------------- | --- |
| Pōkarekare ana, ngā wai o Waiapu Whiti atu koe hine, marino ana e       | The waves are breaking, against the shores of Waiapu, My heart is aching, for your return my love.                    |
| E hine e, hoki mai ra, ka mate ahau i te aroha e.                       | Oh my beloved, come back to me, my heart is breaking for of love for you.                                             |
| Tuhituhi taku reta, tuku atu taku rīni Kia kite tō iwi, raruraru ana e. | I have written you a letter, and enclosed with it my ring, If your people should see it, then the trouble will begin. |
| E hine e, hoki mai ra, ka mate ahau i te aroha e.                       | Oh girl, come back to me, my heart is breaking for of love for you.                                                   |
| Whatiwhati taku pene, kua pau aku pepa Ko taku aroha, mau tonu ana e.   | My poor pen is broken, my paper is spent, But my love for you endures, and remains forever more.                      |
| E hine e, hoki mai ra, ka mate ahau i te aroha e.                       | Oh my beloved, come back to me, my heart is breaking for of love for you.                                             |
| E kore te aroha, e maroke i te rā Mākūkū tonu i aku roimata e.          | The sun’s hot sheen, won’t scorch my love, Being kept evergreen, by the falling of my tears.                          |
| E hine e, hoki mai ra, ka mate ahau i te aroha e.                       | Oh girl, Come back to me, I could die of love for you.                                                                |

## Использование
Песня очень популярна в стране, часто используется в рекламе и не только.
Песня Sailing Away использовалась в кампании поддержки новозеландской яхты KZ 7 в регате «Кубок Америки» в 1987 году; это адаптация «Покарэкарэ-ана».
Авиакомпания Air New Zealand использовала песню в рекламной кампании в 2000 году. Её исполнила Роуз Ханифи (англ. Rose Hanify). В Австралии во время летних Олимпийских игр 2000 года в Сиднее «Покарэкарэ-ана» стала неофициальным гимном успеха Океании.
«Покарэкарэ-ана» стала главной темой южнокорейского фильма Crying Fist.
«Покарэкарэ-ана» была исполнена на открытии Всемирных игр 2009 года в Гаосюне Хэйли Вестенрой и Расселом Уотсоном.
В апреле 2013 года присутствовавшие в зале заседаний парламента после оглашения результатов голосования, легализовавшего однополые браки в Новой Зеландии, спонтанно запели «Покарэкарэ-ана».

## Разновидности

### Записи
«Покарэкарэ-ана» исполняли десятки певцов и групп. Всемирную известность получило исполнение оперными певицами Мальвиной Мэйджор и Кири Те Канавой.
В 2003 году песня вошла в альбом Вестенры Pure, который стал наиболее быстро разошедшимся в классических чартах Великобритании дебютным альбомом. Позже она исполняла эту песню для видеоигры Endless Ocean.
Свою версию песни выпустила классическая группа Angelis.
Одно из наиболее известных исполнений песни принадлежит Туи Теке.
Билли Коннолли исполнил свою версию песни для тура по Новой Зеландии.
Группа Splashdown исполнила «Покарэкарэ-ана» под названием «Running with Scissors».
Певица Холли Стил включила «Покарэкарэ-ана» в свой альбом 2011 года, позже выпустив его синглом и передав доход пострадавшим от землетрясения в Крайстчёрче.

### Обработки
В апреле 2009 года израильский композитор Рами Бар-Нив создал на основе этой песни пьесу «Pokarekare Variations».
Музыка «Pokarekare Ana» используется в ирландском псалме, посвящённом Богородице «A Mhuire Mháthair, sé seo mo ghuí»..
Гилад Цукерман создал близкий к звучанию оригинала перевод песни на иврит в 2007. В этом переводе место действия изменено на Роторуа